# Dilly
Dilly es una ciudad y comuna del círculo de Nara, región de Kulikoró, Malí. Su población era de 38.965 habitantes en 2009.